# 1184
1184 (MCLXXXIV) je bilo prestopno leto, ki se je po julijanskem koledarju začelo na nedeljo.

## Dogodki

### Evropa

#### Rekonkvista
- maj, junij - Rekonkvista: velika ofenziva Almohadov pod vodstvom kalifa Jusufa I.. Preko juga Portugalske prodrejo vse do Lizbone in jo oblegajo preko morja in kopnega. Branilci mesto ubranijo, zato se Almohadi usmerijo proti Santarému.
- junij - Almohadi oblegajo portugalski Santarém. Mesto brani portugalski kralj Afonz I.. Ko Jusuf oceni, da mu za obleganje zadostujejo manjše sile, jih del napoti proti Lizboni, da bi jo ponovno oblegali. Njegova vojska razume ukaz narobe in se med zmedo, ko popravlja situacijo, rani s puščico z loka.
- 19. julij - Po zastrupitvi rane umre almohadski kalif Abu Jakub Jusuf. Nasledi ga sin Jakub al-Mansur, ki prestolnico preseli nazaj v Afriko v Rabat.

#### Ostalo po Evropi
- 27. marec - Umrlega gruzijskega kralja Jurija III. nasledi hči Tamara.
- 20. maj - Začetek Dvornih dnevov v Mainzu (Mainzer Hoftag). Nemški dvor s kraljem Friderikom I. Barbarosso se za nekaj mesecev nastani v Mainzu, kjer potekajo dvorna in družabna srečanja povabljenega plemstva.
- 15. junij - Bitka pri Fimreiteju: Birkebeinerji, norveški uporniki, ki jih vodi Sverre Sigurdsson, v pomorski bitki premagajo kralja Magnusa V.. Sverre postane norveški kralj, vendar se državljanska vojna s tem še ne neha.
- 8. julij - Umrlega brandenburškega mejnega grofa Otona I. nasledi si Oton II.
- 26. julij - V Erfurtski proštiji se med neformalnim srečanjem kronskega princa Henrika VI. in lokalnega plemstva sesede preperela zgornja etaža naravnost v klet, ki je služila kot velikanska greznica. V blatu utone več kot šestdeset udeležencev, od tega veliko plemstva. Henrik VI. naj bi odločal o nekem sporu med turinškim mejnim grofom Ludvikom III. in mainškim nadškofom Konradom Wittelsbaškim. Omenjeni trije preživijo, ker so se nahajali na stabilnem delu.
- 11. avgust - Umrlega grofa Urgella Ermengola VII. nasledi sin Ermengol VIII.
- november - Po Koncilu v Veroni, ki je bil istega meseca, papež Lucij III. izda bulo Ad Abolendam, v kateri obsodi krivoverstva in čarovništva verska gibanja katarov, humiliatov, valdenžanov, arnoldistov in jožefincev. Izobčenje razširi še na vse tiste, ki podpirajo in varujejo vernike teh gibanj.
  - Bula Ad Abolendam je prvi korak k institucionalizaciji papeške inkvizicije.
- december - Umrlega canterburyjskega nadškofa Riharda iz Dovra nasledi Baldvin iz Forda, ki je strogo kritiziral kopičenje bogastva klera iz romarskega kulta umorjenega nadškofa Tomaža Becketa.
- Sklenjena je predporočna pogodba med nemškim kronskim princem Henrikom VI. in sicilsko princeso Konstanco.
- Danski nadškof Absalon se odpravi na njegovo zadnjo pomorsko odpravo proti Vendom. Kot del povračilnih ukrepov tokrat napade in uniči pomeranijske pirate.
- Vojna med sinovi angleškega kralja Henrika II.: Godfrej in Ivan proti Rihardu. Ob Božiču sledijo z očetom trda pogajanja za mir. 1185 ↔
- Francoski kralj Filip II. ukaže tlakovanje pariških ulic. Znotraj kraljeve domene (Ile-de-France) počisti z rokovnjaškimi roparskimi tolpami.

- Bizantinsko cesarstvo: novi cesar Andronik I. Komnen se poskuša priljubiti ljudstvu, zato posebej ostro kaznuje koruptivno in brezbrižno plemstvo, ki je bilo pod Manuelom I. izvzeto iz zakona.
  - pomlad - Pogajanja med Andronikom Komnenom in Benečani za sklenitev protinormanskega zavezništva. Andronik pristane na izplačilo odškodnine za razlastitev leta ←1171.
- Dokončana je Modenska katedrala.

### Bližnji vzhod
- Sirski vladar Saladin se ponovno vrne pred Al-Karak in ga brez uspeha oblega.
- Jeruzalemski kralj Baldvin IV. poskuša razveljaviti zakon med njegovo sestro Sibilo in vitezom Gvidom Lusignanskim. Ker pa se slednja ne udeležita sinode z jeruzalemskim patriarhom Heraklijem, razveljavitev ne uspe.
  - Zdravstveno stanje kralja Baldvina IV. se zaradi gobavosti hudo poslabša, zato je bolj izoliran od političnih spletk, ki razdelijo jeruzalemski politični tabor na dva dela: enega za mir s Saladinom (Rajmond III. Tripolitanski), drugega za vojno (Rejnald Chatillionski). 1185 ↔

### Daljni vzhod
- Minamoto Jošinaka se zoperstavi poglavarju klana Minamoto bratrancu Joritomu in ugrabi mandatnega cesarja Go-Širakavo ter se okliče za šoguna.
- 19. februar - Bitka pri reki Udži: bitka znotraj klana Minamoto med bratrancema Jošinako, ki je ugrabil mandatnega cesarja Go-Širakavo, in Jočicunejem, ki je zmagal, a ga dokončno premagal šele dva dni kasneje pri Awazuju.
- 18. marec - Ko si Jošicune zagotovi prvenstvo v klanu Minamoto, se ponovno posveti klanu Taira in napade njihovo trdnjavo Iči-no-tani v bližini Kobeja ter jo zavzame.
  - Pod mečem pade 16. letni voditelj trdnjave Taira Acumori, ki se sprva odloči za beg, a si potem premisli in izbere smrt. Prizor je priljubljen v kabuki dramah.
- Bitka pri Kodžimi: Minamoto potisne Tairo v še brezupnejši položaj.

### Afrika
- Banu Ghanija, zadnji ostanek Almoravidov, ki imajo v posesti le še emirat na Majorki, izkoristi preokupiranost almohadskega kalifa Jusufa I. s Portugalci in sklene ponovno osvojiti obalo severne Afrike. Pri tem so presenetljivo uspešni in zavzamejo pristanišča Kasantino, Bedžajo, Gabes in Alžir. ↓
- → Medtem ko se ukvarjajo s severnoafriškimi osvojitvami, jih izda eden od dvorjanov in povabi Almohade na Majorko.  Predčasna vrnitev almoravidske mornarice prepreči zasedbo.
- Novi almohadski kalif Jakub al-Mansur ukaže po več desetletnem zastoju nadaljevanje gradnje mošeje Kutubija v Marakešu.

## Rojstva
Neznan datum
- Akurzij, italijanski pravnik († 1263)
- David I. Trapezuntski, cesar Trapezunta († 1212)
- Eleanora Bretonska, angleška ujetnica, titularna dedinja Bretanije in grofica Richmond († 1241)
- Lešek I. Beli, vojvoda Sandomierza in veliki vojvoda Poljske († 1227)
- Sadi, perzijski pesnik († 1291)
- Viljem iz Modene, italijanski kardinal, diplomat († 1251)
- Viljem Winchesterski, nemški saksonski princ, baron Lüneburga († 1213)

## Smrti
- 16. februar - Rihard Doverski, canterburyjski nadškof
- 21. februar - Minamoto Jošinaka, poglavar klana Minamoto, šogun (* 1154)
- 27. marec - Jurij III., gruzijski kralj
- 15. junij - Magnus V., norveški kralj (* 1156)
- 8. julij - Oton I., brandenburški mejni grof (* 1128)
- 11. avgust - Ermengol VII., grof Urgella
- 14. oktober - Abu Jakub Jusuf I., almohadski kalif (* 1135)
- 15. november - Beatrika I., burgundska grofica, rimsko-nemška cesarica (* 1143)

Neznan datum
- Agneza Antioška, ogrska kraljica (* 1154)
- Taira Acumori, japonski bojevnik (* 1169)
- Almucs de Castelnau, francoska trubadurka (trobairitz)
- Neža Courtenayjska, edeška princesa, jeruzalemska kraljica (* 1136)